# Vườn quốc gia Killarney
Vườn quốc gia Killarney (tiếng Ireland: Páirc Náisiúnta Chill Airne) là một vườn quốc gia nằm gần thị trấn Killarney, hạt Kerry, Cộng hòa Ireland. Được thành lập vào năm 1932 khi Arthur Vincent và William Bowers Bourn hiến tặng bất động sản Muckross cho Nhà nước Tự do Ireland, khiến nó trở thành vườn quốc gia đầu tiên của Ireland. Vườn quốc gia có tổng diện tích 102,89 km² (25.425 mẫu Anh) là nơi có hệ sinh thái đa dạng gồm các hồ Killarney, những khu rừng sồi và thanh tùng có tầm quan trọng quốc tế cùng với những ngọn núi cao. Đây là nơi sinh sống duy nhất của loài hươu đỏ cùng với những cánh rừng nguyên sinh còn lại rộng lớn nhất lục địa Ireland. Vườn quốc gia có giá trị cao về hệ sinh thái nhờ sự đa dạng của môi trường sống cùng nhiều loài có khả năng thích nghi cao, một số trong đó là những loài rất quý hiếm. Killarney được UNESCO công nhận là Khu dự trữ sinh quyển thế giới từ năm 1981 và là một khu bảo tồn đặc biệt.
Cơ quan chịu trách nhiệm quản lý và điều hành là Cục Công viên Quốc gia và Động vật Hoang dã Ireland. Bảo tồn thiên nhiên là mục tiêu chính của vườn quốc gia này và các hệ sinh thái tự nhiên ở nơi này được đánh giá cao. Killarney được nhiều người biết đến bởi cảnh quan của nó, các tiện nghi và dịch vụ giải trí cung cấp rất tốt.

## Địa lý và khí hậu
Killarney nằm ở phía tây nam của Ireland, gần điểm cực tây của hòn đảo. Hồ Killarney và dãy núi Mangerton, Torc, Shehy, Purple đều nằm trong ranh giới của vườn quốc gia. Độ cao tại đây dao động từ 22 mét (72 ft) tới 842 mét (2.762 ft). Một đường phân định giữa đá sa thạch đỏ cổ và đá vôi Carbon cũng nằm trong vườn quốc gia. Phần lớn diện tích trong vườn quốc gia có địa chất là sa thạch với các vách đá vôi tại bờ thấp phía đông của Lough Leane. Lough Leane là hồ có diện tích lớn nhất trong số các hồ Killarney và chứa tới 30 đảo nhỏ trong đó. Một số du khách tận dụng các chuyến đi thuyền đến Innisfallen, một trong những hòn đảo trong hồ Lough Leane là nơi có tu viện Innisfallen, một trong những tàn tích Kitô giáo ấn tượng.
Vườn quốc gia Killarney có khí hậu ôn đới hải dương, chịu ảnh hưởng sâu sắc của Hải lưu Gulf Stream. Tại đây có mùa đông ôn hòa với nhiệt độ trung bình tháng 2 là (6 °C (43 °F) và mát mẻ vào mùa hè với nhiệt độ trung bình tháng 7 là 15 °C (59 °F). Nhiệt độ trung bình hàng ngày dao động từ mức thấp nhất 5,88 °C (42,58 °F) vào tháng 1 và cao nhất là 15,28 °C (59,50 °F) vào tháng 7. Killarney có lượng mưa lớn và front thời tiết thay đổi, với những trận mưa nhẹ xảy ra trong suốt cả năm. Lượng mưa trung bình tại đây là 1.263 milimét (49,7 in) một năm, với 223 ngày có lượng mưa lớn hơn 1 milimét (0,039 in). Số ngày trung bình có sương giá trong năm là 40 ngày.
Địa hình và phạm vi rộng lớn của vườn quốc gia và ảnh hưởng khí hậu bởi Hải lưu Gulf Stream kết hợp với nhau tạo cho vườn quốc gia có một hệ sinh thái đa dạng. Hệ sinh thái ở đây gồm đầm lầy, hồ, đồng hoang, núi, sông ngòi, rừng, công viên và vườn. Trồi lên mặt đất là những vách đá lởm chởm, một đặc điểm điển hình tại Killarney. Ở độ cao trên 200 mét (660 ft), các khu vực núi đá sa thạch hỗ trợ khu vực rộng lớn của đầm lầy và đồng hoang.

## Lịch sử

### Lịch sử ban đầu

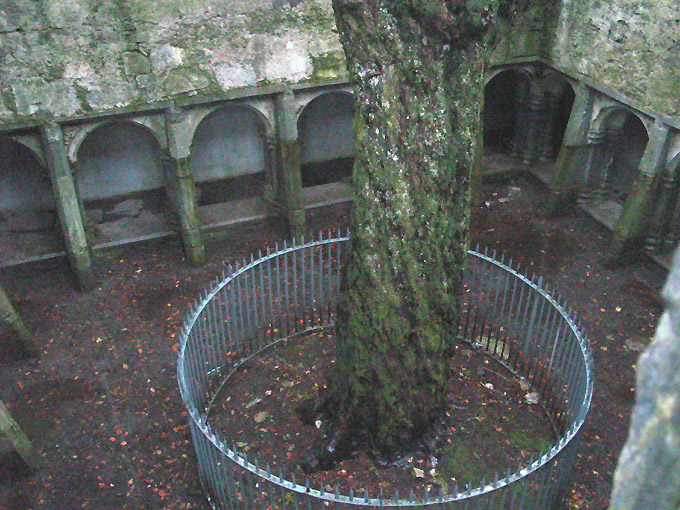
Sân trong của tu viện Muckross.

Killarney là một trong số ít những khu vực tại Ireland có rừng bao phủ liên tục từ Kỷ băng hà gần nhất, khoảng 10.000 năm trước. Con người đã sống tại đây ít nhất từ thời kỳ đồ đồng cách đây khoảng 4.000 năm. Các nhà khảo cổ đã tìm thấy bằng chứng cho thấy việc khai thác đồng diễn ra ở khu vực đảo Ross trong thời kỳ này, điều này cho thấy Killarney có tầm quan trọng đáng kể đối với con người thời đại đồ đồng. Vườn quốc gia có nhiều đặc điểm khảo cổ, bao gồm một vòng tròn đá được bảo tồn tốt tại Lissivigeen. Các khu rừng trong vườn quốc gia đã bị xáo trộn và chặt phá ở các thời kỳ khác nhau kể từ thời kỳ đồ sắt. Điều này đã gây ra sự suy giảm dần dần của nhiều loài cây trong vườn quốc gia.

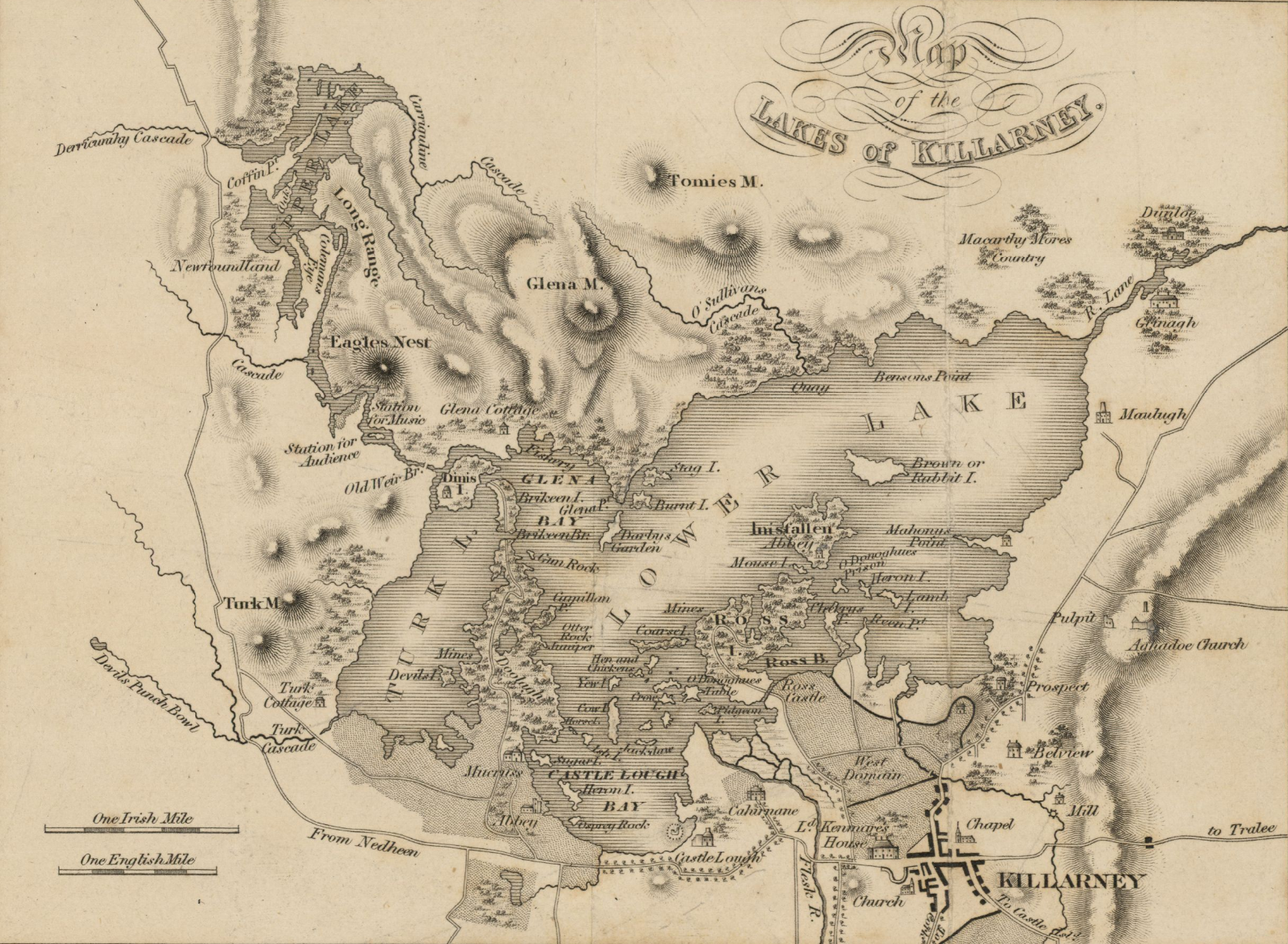
Một bản đồ thế kỷ 19 của Hồ Killarney.

Một số di tích khảo cổ ấn tượng nhất trong vườn quốc gia là từ thời kỳ đầu của Kitô giáo. Quan trọng nhất trong số đó phải kể đến Tu viện Innisfallen, một tàn tích của khu định cư cũ trên đảo Inisfallen trong hồ Lough Leane. Tu viện được thành lập vào thế kỷ thứ 7 sau Công nguyên bởi Thánh Finian Lobhar và chiếm đóng tại đây cho đến thế kỷ 14.. Biên niên sử Inisfallen là một trong những tác phẩm lịch sử sớm nhất tại Ireland đã được ghi chép bởi những tu sĩ của tu viện từ cuối thế kỷ 11 đến 13. Người ta cho rằng, tu viện chính là nguồn căn tên của hồ Lough Leane, có nghĩa là "Hồ Học thức".
Một địa danh khác là Tu viện Muckross thành lập vào năm 1448 bởi các tu sĩ dòng Phan Sinh vẫn còn đứng vững, mặc dù nó đã bị hư hại và được xây dựng lại nhiều lần khi cư dân sinh sống tại đây bị tấn công bất thình lình. "Friars Glen" trên dãy núi Mangerton thường là nơi các tu sĩ chạy trốn lên khi tu viện bị tấn công. Tại sân trung tâm của tu viện Muckross là một cây thanh tùng khổng lồ, xung quanh là những hàng hiên có mái che. Theo truyền thống cho rằng cây này có tuổi đời lâu như chính tu viện Muckross. Tu viện cũng chính là nơi chôn cất những thủ lĩnh địa phương. Vào thế kỷ 18, các thi sĩ của Kerry nổi tiếng là Seafraidh O'Donoghue, Aogán Ó Rathaille, và Eoghan Rua Ó Súilleabháin đã được chôn cất tại đó.
Sau cuộc xâm lược của người Norman, những vùng đất xung quanh hồ thuộc sở hữu của MacCarthy và O'Donoghue. Lâu đài Ross là một nhà tháp có niên đại từ thế kỷ 15 nằm bên bờ hồ Lough Leane. Nó từng là nơi cư ngụ của những thủ lĩnh O'Donoghue. Lâu đài được mở rộng vào thế kỷ 17. Hiện nay, nó đã được khôi phục và mở cửa cho công chúng tham quan. Trong một tài liệu quân sự thời đại Elizabeth những năm 1580, Killarney được mô tả như là một khu vực hoang dã có con người sinh sống tại những khu vực đồi núi và rừng.

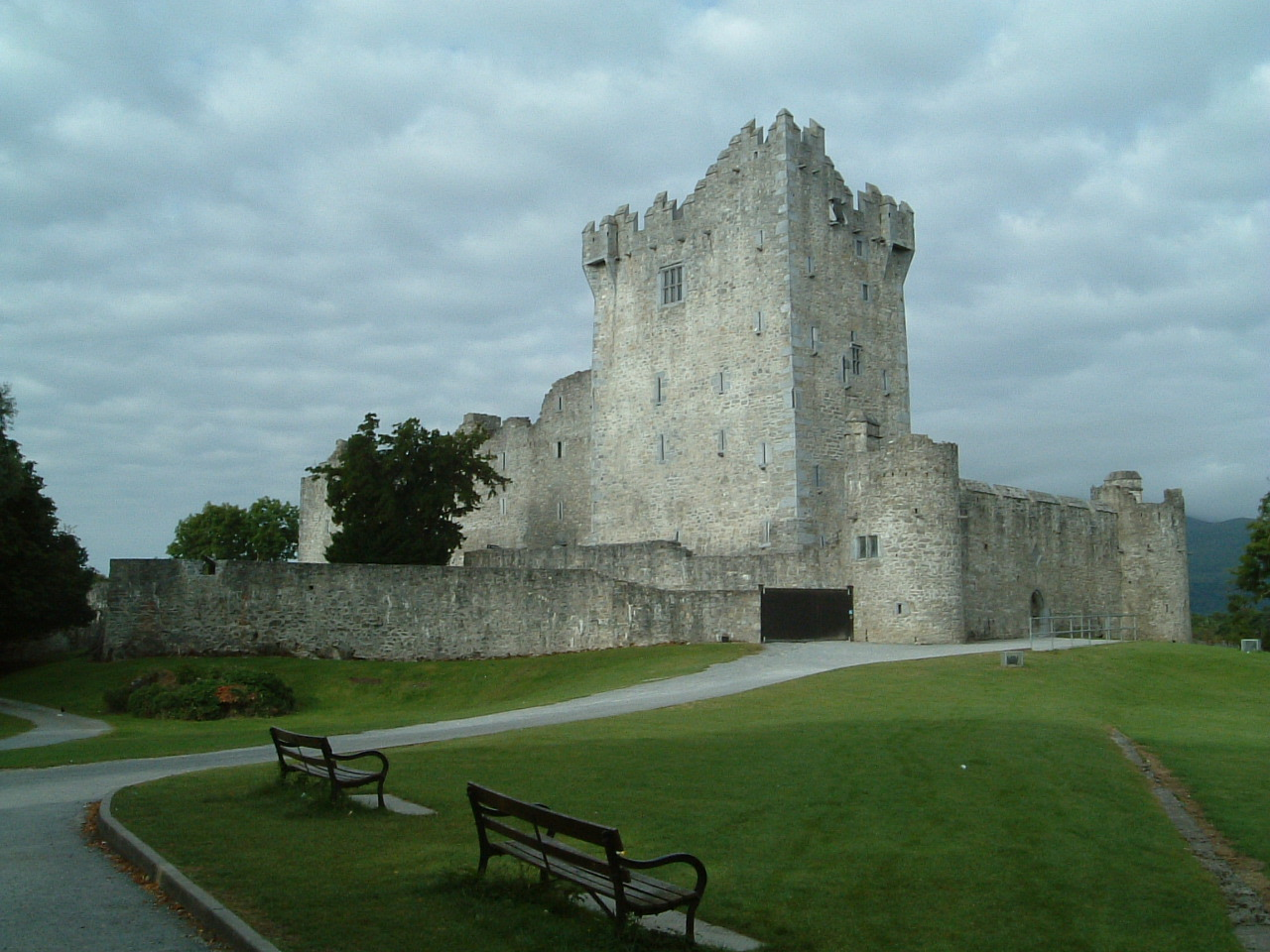
Lâu đài Ross.

Từ thế kỷ 18, vùng đất trong vườn quốc gia ngày nay được phân chia thành hai khu vực lớn. Trong thế kỷ 17 và 18, gỗ được sử dụng rộng rãi cho các ngành công nghiệp địa phương bao gồm sản xuất than củi, nghề đồng và thuộc da. Áp lực lên các cánh rừng tự nhiên tăng vào cuối thế kỷ 18 khi các lò luyện kim trong ngành công nghiệp sản xuất sắt tại địa phương. Cần đến 25 tấn gỗ sồi để sản xuất ra một tấn gang. Năm 1780, học giả người Anh Arthur Young đã mô tả rừng Derrycunihy là một ngọn núi lớn được bao phủ một phần là những cây gỗ, nhưng một phần đã bị đốn hạ và phần lớn đã bị cắt xẻ một cách nham nhở, đó là nơi ở của những thợ đóng thuyền, thợ mộc và thợ tiện gỗ.
Khai thác gỗ một lần nữa tăng mạnh vào kỷ nguyên Napoléon đầu thế kỷ 19, có lẽ là vì gỗ sồi được giá cao. Tái sinh những khu rừng và thiết chặt quản lý được thúc đẩy vào thời điểm này. Một vụ chặt phá những cây sồi lớn tại đảo Ross vào năm 1803, Glena vào khoảng năm 1804 và Tomies năm 1805. Tomies sau đó được trồng lại bằng những cây sồi ba tuổi còn Glena là những cây bụi. Những hành động này đã giúp tăng số lượng của những cây sồi trong suốt hơn 200 năm qua. Hầu hết những cây sồi tại Killarney có tuổi đời khoảng 200 năm nên khả năng phần lớn trong số chúng là đã được trồng lại, còn những cây sồi có tuổi đời lâu hơn chưa bị xáo trộn bởi con người nằm ở những khu vực xa xôi hẻo lánh và cô lập như là ở thung lũng núi.
Gia đình Herbert sở hữu vùng đất trên Bán đảo Muckross từ năm 1770 trở đi. Họ trở nên rất giàu có nhờ những mỏ đồng trên vùng đất này. Henry Arthur Herbert và vợ của ông là Mary Balfour Herbert đã hoàn thành việc xây dựng nhà Muckross vào năm 1843. Tình hình tài chính của Herbert trở nên bấp bênh vào cuối thế kỷ 19, và gia sản Muckross được Lord Ardilaun nhà Guinness mua lại vào năm 1899.

### Thành lập vườn quốc gia

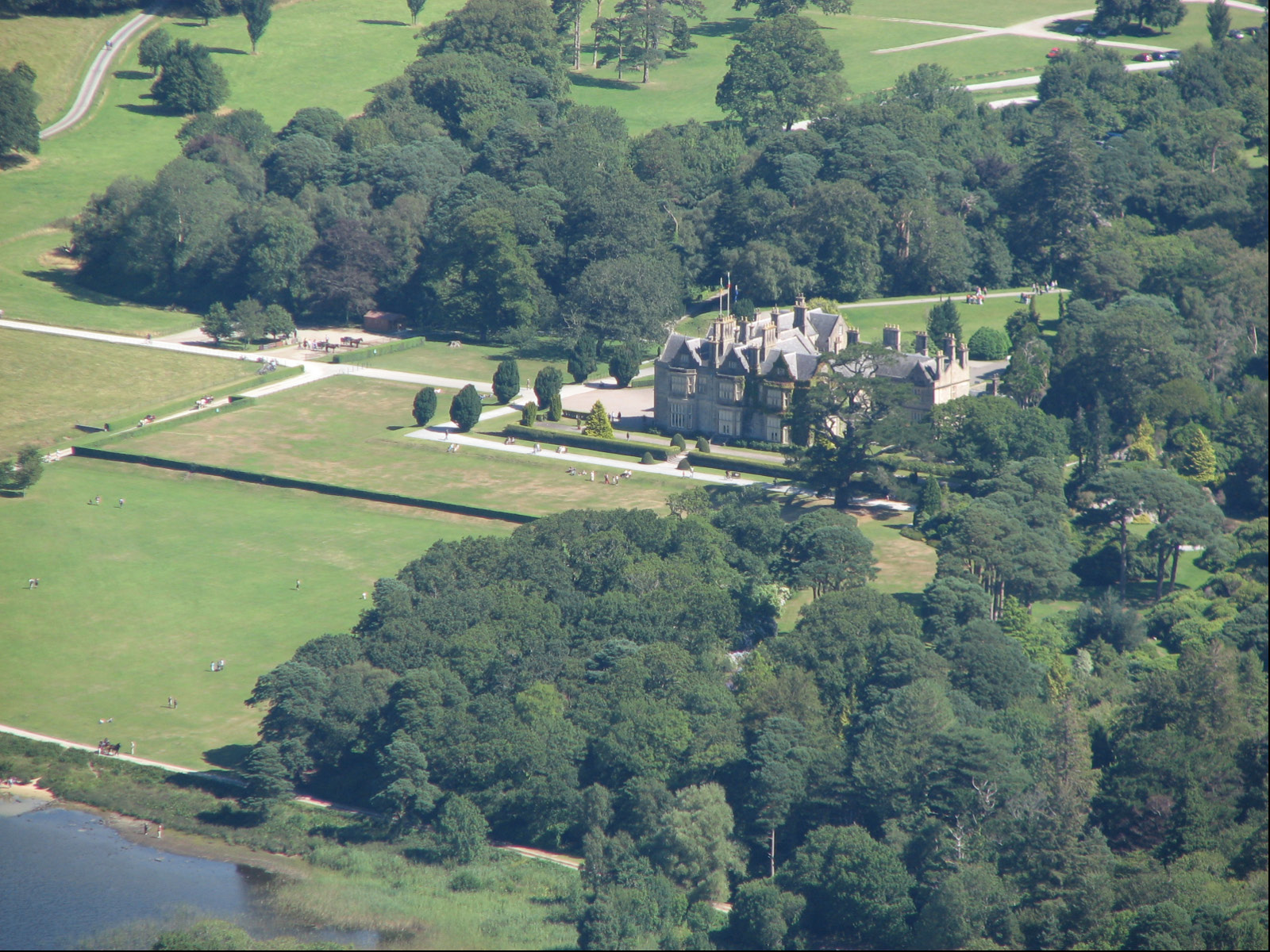
Nhà Muckross nhìn từ đỉnh núi Torc.

Năm 1910, William Bowers Bourn là một người Mỹ đã mua bất động sản Muckross như là món quà cưới cho con gái của ông là Maud kết hôn với hôn phu của cô là Arthur Vincent. Họ đã phải bỏ ra đến 110.000 bảng Anh để cải tạo lại bất động sản này từ năm 1911 đến 1932 bằng những khu vườn ấn tượng, trong đó có một khu vườn đá nằm trên một mỏm đá vôi.
Maud Vincent sau đó qua đời vì căn bệnh viêm phổi vào năm 1929. Năm 1932, Arthur Vincent cùng với bố mẹ vợ của ông đã hiến tặng bất động sản Muckross cho Nhà nước Ireland như là một sự tưởng nhớ tới Maud. Khu đất rộng 43,3 kilômét vuông (10.700 mẫu Anh) được đổi tên thành Công viên tưởng niệm Bourn Vincent. Chính phủ Ireland đã thành lập vườn quốc gia thông qua Đạo luật Công viên tưởng niệm Bourn Vincent vào năm 1932. Đạo luật này nhằm duy trì và quản lý công viên này như một vườn quốc gia phục vụ cho mục đích giải trí và hoạt động công cộng. Công viên tưởng niệm chính là phần lõi của vườn quốc gia được mở rộng như ngày nay. Ban đầu, Chính phủ Ireland không thể hỗ trợ tài chính nhiều cho vườn quốc gia nên nó hoạt động chủ yếu như một trang trại làm việc mở cửa cho công chúng tham quan. Nhà Muckross bị đóng cửa cho đến tận năm 1964.
Khoảng năm 1970, đã có sự tranh cãi công khai về các mối đe dọa đối với Công viên tưởng niệm Bourn Vincent. Chính quyền Ireland đã xem xét các thông lệ quốc tế trong việc phân loại và quản lý các vườn quốc gia. Nó đã được quyết định mở rộng và chỉ định lại trở thành một vườn quốc gia rộng lớn hơn theo IUCN Loại II. Một quyết định cũng được đưa ra để thành lập nhiều vườn quốc gia khác ở Ireland. Gần 60 kilômét vuông (15.000 mẫu Anh) đã được thêm vào như là một khu vực mở rộng của vườn quốc gia bao gồm bất động sản Knockreer, đảo Ross, Innisfallen cùng ba thị trấn là Glena, Ullaun và Poulagower. Và diện tích bây giờ của vườn quốc gia lớn gấp đôi so với nó vào năm 1932. Khi nền kinh tế của Ireland trở lên giàu có hơn thì nhận thức về vai trò của các vườn quốc gia cũng thay đổi và nguồn tài chính cung cấp để phục vụ cho công tác quản lý, bảo tồn đã được tăng lên đáng kể.

## Hồ Killarney

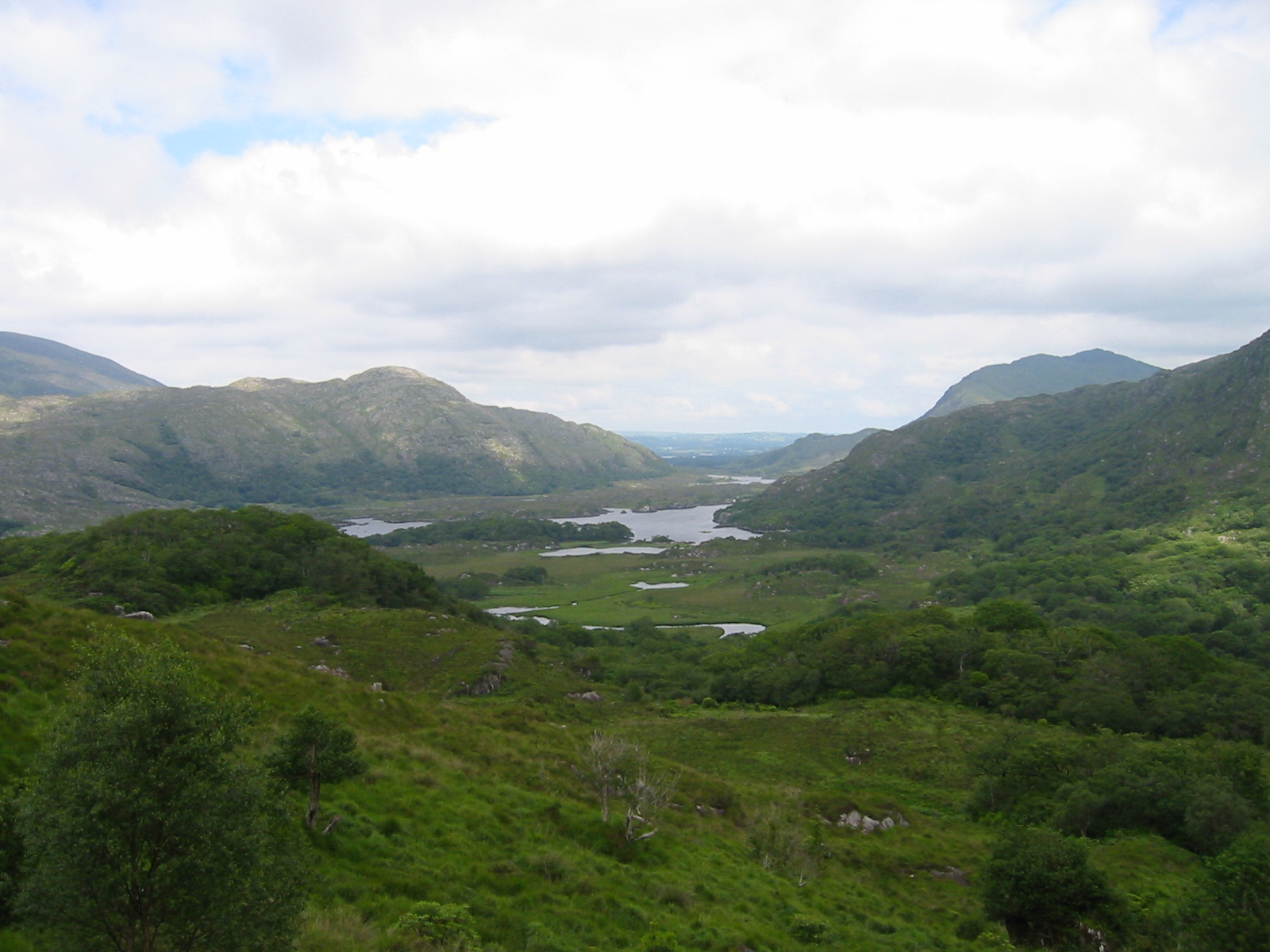
Hồ Killarney nhìn từ Ladies View. Ladies View cung cấp một điểm quan sát tốt về các hồ bao gồm cả Khe núi Dunloe, thung lũng Đen và cả lâu đài Ross.

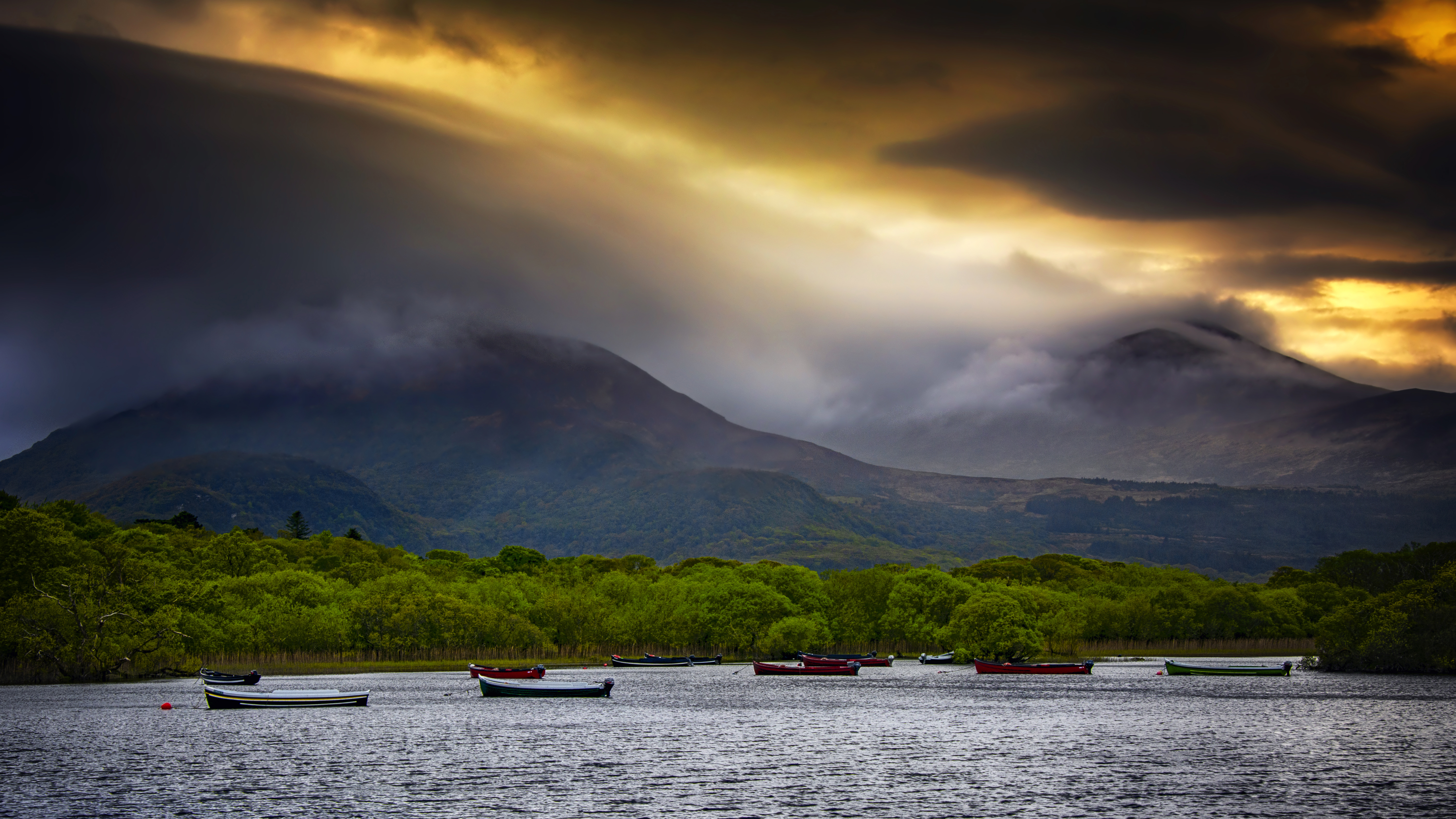
Hồ Killarney

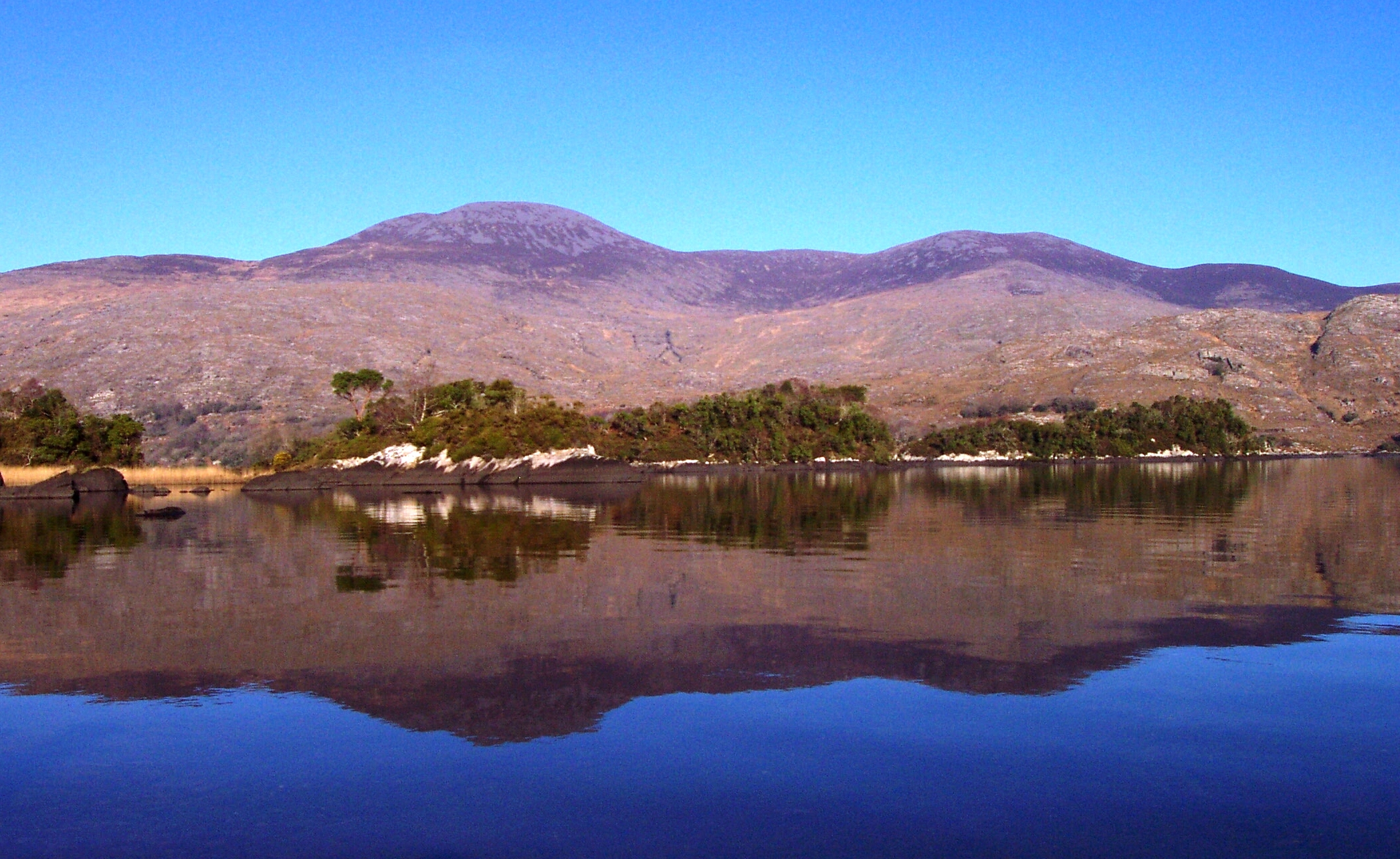
Dãy núi Purple nhìn từ hồ Thượng.

Các hồ Killarney bao gồm hồ Lough Leane, Muckross và Hồ Thượng. Các hồ được liên kết với nhau tại nơi gọi là Điểm gặp gỡ của các vùng nước và chiếm gần một phần tư diện tích của vườn quốc gia. Mặc dù vậy, mỗi hồ lại có một hệ sinh thái độc đáo riêng. Câu cá thể thao tại các hồ từng là một trò tiêu khiển trong thời gian dài nhờ vào quần thể cá hồi và cá hồi nâu trong hồ.
Lough Leane có diện tích 19 kilômét vuông (4.700 mẫu Anh) là hồ lớn nhất trong ba hồ. Đây cũng là hồ nước ngọt có trữ lượng lớn nhất trong khu vực và là hồ giàu dinh dưỡng nhất. Nước trong hồ trở lên phú dưỡng do phosphat từ việc ô nhiễm nguồn nước nông nghiệp xâm lấn vào khu vực lau sậy của hồ, một môi trường quan trọng ở rìa Lough Leane. Quá trình phú dưỡng khiến tảo nở hoa trong những năm gần đây, điều này sẽ dẫn đến việc nước bị ô nhiễm. Tuy nó chưa ảnh hưởng nghiêm trọng đến hệ sinh thái của hồ nhưng cần phải có biện pháp xử lý nhanh chóng nếu không muốn việc nước trong hồ bị biến đổi vĩnh viễn. Chất lượng nước trong hồ dường như đã được cải thiện kể từ khi phosphat được loại bỏ khỏi nước thải vào năm 1985. Kể từ tháng 8 năm 2007, một số khách sạn và doanh nghiệp lớn đã tuyên bố ý định ngừng sử dụng chất tẩy rửa có chứa phosphat như là một trong những biện pháp nhằm bảo tồn chất lượng nước hồ.
Hồ Muckross là hồ sâu nhất trong số ba hồ. Độ sâu tối đa của nó đạt 73,5 mét (241 ft), Hồ nằm trên ranh giới địa chất giữa các dãy núi sa thạch ở phía nam và phía tây với núi đá vôi ở phía bắc. Lough Leane và Muckross nằm phía bên kia ranh giới địa chất của vườn quốc gia. Sự hiện diện của đá vôi khiến cả hai hồ đều giàu chất dinh dưỡng hơn một chút so với hồ Thượng. Có nhiều hang động đá vôi ở mực nước hồ, được hình thành bởi tác động của sóng kết hợp với hiệu ứng hòa tan của nước axit của hồ trên đá lộ thiên. Những hang động lớn nhất nằm trên bờ phía bắc của hồ Muckross.
Từ nơi gặp gỡ của các vùng nước có một kênh hẹp được gọi là Long Range dẫn đến hồ Thượng, là hồ nhỏ nhất trong số ba hồ. Hồ này nằm trong khu vực núi non hiểm trở thượng Killarney/Thung lũng Đen. Dòng chảy nhanh chong lưu vực hồ khiến mực nước của nó có thể tăng lên một mét trong vài giờ khi một trận mưa lớn diễn ra. Hồ Thượng và Muckross là hai hồ có thảm thực vật thủy sinh đa dạng gồm một số loài cỏ và rong như Littorella uniflora, Lobelia dortmanna, Isoetes.

## Rừng
Killarney là nơi có diện tích đất rừng tự nhiên và bán tự nhiên còn lại lớn nhất Ireland với khoảng 120 kilômét vuông (30.000 mẫu Anh). Hầu hết diện tích được bảo vệ trong vườn quốc gia. Có ba loại rừng chính ở vườn quốc gia là rừng sồi ưa a-xít trên sa thạch Devon, rừng rêu trên các mỏm đá vôi Carbon và rừng ẩm ướt bị chi phối bởi những cây Sủi châu Âu trên đất đá và đầm lầy thấp ven hồ. Các khu rừng tự nhiên phân bố dọc theo đường phân chia địa chất trong đó những khu rừng sồi và thanh tùng châu Âu có tầm quan trọng quốc tế. Vườn quốc gia cũng là nơi có khu rừng hỗn giao và rừng lá kim nằm trên đảo Ross. Đó là một trong những khu vực thảo mộc giàu có nhất tại vườn quốc gia.

### Rừng sồi
Vườn quốc gia nổi tiếng nhất nhờ vào khu rừng sồi có diện tích khoảng 12,2 kilômét vuông (3.000 mẫu Anh). Chúng tạo thành rừng bản địa còn lại lớn nhất tại Ireland và là tàn dư của một khu rừng từng bao phủ phần lớn Ireland. Khu vực rừng Derrycunihy chiếm ưu thế bởi những cây Sồi Sessile và cũng chính là khu rừng sồi loại này lớn nhất Ireland. Hầu hết các khu rừng sồi nằm trên sườn dốc của dãy núi Shehy và Tomy, liền ngay với hồ Lough Leane. Sồi là loài chiếm ưu thế tại đó, chúng là loài ưa chua, sinh trưởng trên khu vực núi đá sa thạch. Trong rừng có hệ động thực vật đa dạng và phong phú, đáng chú ý nhất trong số đó chính là vô số các loài rêu và rêu tản.
Một số loài thực vật đáng chú ý khác gồm Bùi châu Âu, Thanh tùng châu Âu, Việt quất đen. Về động vật, rừng sồi là nơi có thể dễ dàng bắt gặp các loài chim như Sẻ ngô xanh, Sẻ khướu, Tước mào vàng, Oanh châu Âu, Tiêu liêu cùng một số loài động vật khác gồm Lửng, Hươu đỏ, Hươu sao, Chồn thông châu Âu, Sóc đỏ, Ong bắp cày Gall và một số loài bướm.
Rừng sồi hiện đang bị đe dọa bởi những cây Đỗ quyên, và hiện nó đang khá phổ biến ở khu vực rừng Camillan mặc dù đã có nhiều nỗ lực trong việc kiểm soát nó.

### Rừng thanh tùng châu Âu

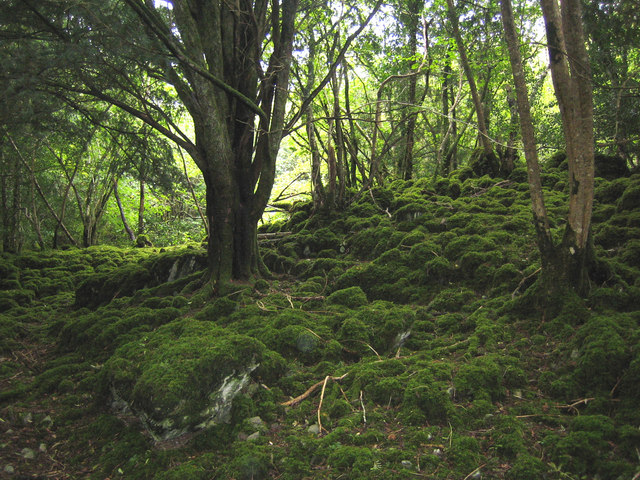
Rừng thanh tùng Reenadinna

Những cây thanh tùng châu Âu tập trung ở khu vực rừng Reenadinna. Nó có diện tích khoảng 0,25 kilômét vuông (62 mẫu Anh) trên khu vực đất đá vôi thấp giữa hai hồ Muckross và Lough Leane trên bán đảo Muckross. Rừng thanh tùng là môi trường sống hiếm nhất tại vườn quốc gia, và cũng là một trong số những loại rừng hiếm nhất châu Âu, chủ yếu giới hạn ở miền tây Ireland và miền nam nước Anh. Reenadinna cũng là một trong những khu rừng thanh tùng lớn nhất ở Anh và Ireland. Đây là khu vực rừng thanh tùng đáng kể duy nhất ở Ireland và là một trong ba vùng rừng thanh tùng nguyên sinh ở châu Âu. Đây là mối quan tâm đáng kể về sinh thái và bảo tồn, vì thủy tùng hiếm khi chiếm ưu thế trong một khu rừng. Giới hạn phía tây của nó nằm dọc theo ranh giới địa chất với đá sa thạch đỏ cổ Devon, trong khi phía đông là nơi những phiến đá vôi không còn trồi lên mặt đất. Đầm lầy Muckross là một bãi lầy có diện tích 0,02 kilômét vuông (4,9 mẫu Anh) nằm ở phía nam của khu rừng thanh tùng. Theo ước tính thì những cây thanh tùng đã phát triển tại đây ít nhất từ 3.000–5.000 năm trước. Chúng là một loài cây thường xanh bản địa phát triển tốt nhất trong điều kiện độ ẩm cao của khí hậu ôn đới hải dương, chính vì vậy mà Killarney trở thành một nơi thích hợp. Đất trong khu rừng hầu hết mỏng và một số nơi rễ của cây còn đâm vào khe nứt đá vôi. Thanh tùng là loài cây gỗ thân thấp, chỉ từ 6–14 mét (20–46 ft). Tuy nhiên, tán cây rộng và sức chịu đựng vô cùng đáng nể cho phép nó vượt qua nhiều loài khác để sinh trưởng, tạo ra khu rừng thủy tùng nguyên sinh như ngày nay. Tán cây rộng vô hình trung khiến nhiều loài thực vật có hoa và thảo mộc khó phát triển nhưng rêu lại là loài phong phú và phát triển mạnh trong điều kiện ẩm ướt và mát mẻ đó. Ở một số phần của khu rừng là những lớp rêu dày đặc có thể lên đến 152 xentimét (60 in). Các loài rêu chủ yếu tại đây gồm Thamnium alopecurum, Eurhynchium striatum, và Thuidium tamariscinum.
Một số cây thanh tùng ở Reenadinna có tuổi đời lên đến 200 năm. Có rất ít sự tái sinh của những cây đã chết trong khu rừng, có thể là do đáy rừng tác động của những con hươu sao không thể đâm trồi được nhưng các khu vực nhỏ được rào lại từ năm 1969 cũng có rất ít trường hợp tái sinh. Những tán cây rậm rạp được tạo ra bởi những cây thanh tùng khiến rất ít ánh sáng mặt trời chiếu xuống đất rừng cũng có thể là nguyên nhân ngăn chặn sự phát triển của cây thanh tùng non.
Mặc dù có đặc tính độc nhưng thanh tùng lại rất dễ bị thương tổn bởi hươu, thỏ và các loài vật nuôi. Chúng là một trong số những loài cây bị gặm nhấm nhiều nhất ở Killarney. Những con hươu sao đã đốn hạ những cây thanh tùng bằng gạc của chúng.

### Rừng ẩm ướt
Khu rừng ẩm ướt trên đầm lầy đá vôi thấp trong vùng ngập nước Lough Leane có diện tích 1,7 kilômét vuông (420 mẫu Anh). Đây là một trong số những khu vực kiểu rừng này rộng lớn nhất Ireland. Khu vực này là sự chiếm ưu thế của nhiều loài cây gồm Sủi châu Âu, Tần bì châu Âu, Bạch dương trắng châu Âu, Liễu. Do khu vực này ngập nước theo chu kỳ nên cũng rất phong phú các loài thủy sinh như cỏ, bấc, cói, húng nước, trân châu mai. Những loài động vật chính tại đây gồm có hươu đỏ và hươi sao.

## Động thực vật
Vườn quốc gia là nơi có số lượng lớn các loài động thực vật bao gồm hầu hết các loài động vật có vú bản địa của Ireland, một số loài cá quan trọng như Cá hồi chấm Bắc Cực cùng nhiều loài thực vật quý hiếm và đặc biệt. Một số loài có xu hướng tránh đông, tức là chúng chỉ xuất hiện ở tây nam Ireland, phía bắc Tây Ban Nha và Bồ Đào Nha. Lý do chính là vì sự ảnh hưởng của dòng hải lưu Gulf Stream đối với khí hậu ở tây nam Ireland. Vườn quốc gia đã được công nhận là khu dự trữ sinh quyển thế giới vì sự hiện diện của nhiều loài quý hiếm như vậy.
Một số lượng đáng kể các loài thực vật được tìm thấy trong vườn quốc gia có sự phân bố địa lý bất thường và xuất hiện cục bộ ở Ireland. Chúng được chia thành bốn nhóm chính là: loài vùng Bắc Cực, loài Đại Tây Dương, loài Bắc Mỹ và loài đặc biệt rất quý hiếm. Các loài Đại Tây Dương là những loài được tìm thấy chủ yếu ở miền nam và tây nam châu Âu, ví dụ như Dương mai, Bắp cải St Patrick và Cỏ bơ lớn. Các loài Bắc Mỹ bao gồm cỏ mắt xanh và đường ống. Trong khi các loài Bắc Mỹ nổi bật có thể kể đến gồm Cỏ mắt xanh, Cỏ đuôi công.
Rêu là loài phát triển mạnh trong vườn quốc gia, một phần là do khu vực có khí hậu ôn đới hải dương. Killarney có tầm quan trọng quốc tế về các loài rêu, nhiều loài trong số chúng không được tìm thấy ở bất cứ nơi nào khác của Ireland. Rêu, dương xỉ như là Dương xỉ màng cứng và Rêu tản phát triển um tùm. Nhiều loài trong số chúng còn mọc trên cả các cành và thân cây khác. Dương xỉ Killarney có lẽ là loài thực vật quý hiếm nhất tại vườn quốc gia. Nó là một loài mọc ở khu vực ẩm ướt gần thác nước. Mặc dù nó từng khá phổ biến nhưng đã gần như bị tuyệt chủng khi người ta thu thập nó để bán cho khách du lịch. Một vài địa điểm có loài cây này phát triển này là những khu vực miền núi bị cô lập, nơi những người muốn hái chúng rất khó có thể tiếp cận được.
Arbutus unedo là loài khá phổ biến tại vườn quốc gia nhưng nó lại là một trong số những loài cây bản địa hiếm nhất Ireland và được tìm thấy tại rất ít nơi ngoài Killarney. Trong vườn quốc gia thì nó được tìm thấy trên các vách đá và các khu rừng xung quanh hồ. Cỏ lâu gai Killarney (Sorbus anglica) là loài cây bụi nhỏ mọc trên những tảng đá gần bờ hồ và nó chỉ được tìm thấy tại vườn quốc gia này. Một loài phổ biến hơn là Cỏ lâu gai Ireland (Sorbus hibernica) cũng được tìm thấy tại đây. Một loài loài quý hiếm khác gồm Đại kích (Euphorbia hyberna), một loài thực vật Đại Tây Dương mà ở Ireland chỉ được tìm thấy ở phía tây nam. Nhựa cây của nó từng được sử dụng để chữa mụn cóc. Ngoài ra, vườn quốc gia còn có rất nhiều các loài nấm quý hiếm khác có thể kể đến như Collaria arcyrionema, Craterium muscorum, Cribraria microcarpa (vườn quốc gia nơi duy nhất được biết đến ở Ireland), C. rufa, C. violacea, Diderma chondrioderma, D. lucidum, D. ochraceum, Fuligo muscorum, và Licea marginata.

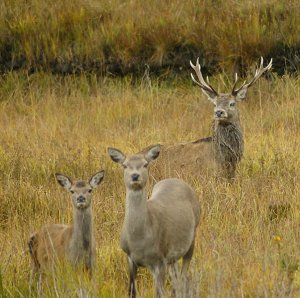
Những cá thể hươu đỏ tại vườn quốc gia.

Về động vật, hầu hết các loài động vật có vú bản địa Ireland và các loài được đưa vào từ lâu đều được tìm thấy trong vườn quốc gia. Vườn quốc gia này là nơi có đàn Hươu đỏ hoang dã duy nhất tại Ireland với khoảng 700 cá thể. Trong những năm 1970, số lượng của chúng chỉ là khoảng 110 cá thể. Loài này được tìm thấy tại các khu vực núi cao, chủ yếu là tại dãy núi Mangerton và Torc. Đàn hươu này đã tồn tại trên đảo Ireland liên tục trong suốt 4.000 năm qua kể từ khi xuất hiện trở lại. Chúng sau đó được bảo vệ bởi các điền trang Kenmare và Muckross trong quá khứ. Chúng không hoàn toàn bị thuần chủng do những con hươu đực sau đó được đưa vào đàn để cải thiện chất lượng gạc hươu trong thế kỷ 19. Những con hươu cái mang thai ở những khu vực đất thấp thường xuyên lên núi cao hơn để sinh con vào đầu tháng 6. Nhân viên quản lý vườn quốc gia sẽ gắn thẻ vào các con con để dễ dàng quản lý. Mặc dù Hươu đỏ và Hươu sao có khả năng giao phối với nhau nhưng không có trường hợp lai giống nào được ghi nhận trong vườn quốc gia. Ưu tiên cao cho việc duy trì di truyền thuần chủng đàn hươu đỏ bản địa. Chúng được bảo vệ theo luật định và việc săn bắt chúng ở Ireland là không được phép.
Hươu sao được giới thiệu đến vườn quốc gia từ Nhật Bản vào năm 1865. Số lượng của chúng tăng lên đáng kể từ đó. Tại Killarney, chúng được tìm thấy ở cả khu vực núi cao lẫn rừng cây.
Vườn quốc gia tự hào khi là nơi có số lượng phong phú các loài chim với 141 loài đã được ghi nhận bao gồm các loài chim mặt nước, loài trú đông và loài trong rừng. Một số loài cực kỳ quý hiếm tại Ireland như Đuôi đỏ, Chích vườn, Chích rừng, Gà gô đỏ, Két khoang cổ. Các loài đáng chú ý khác được tìm thấy trong vườn quốc gia là Quạ chân đỏ, Ó cá, Cú muỗi. Những con Ó cá đôi khi di chuyển băng qua vườn quốc gia trên đường từ Bắc Phi đến Scandinavia. Những tài liệu lịch sử và tên địa danh cho thấy rằng Ó cá đã được nhân giống tại đây trong quá khứ. Đại bàng vàng từng làm tổ tại Killarney nhưng đã bị tuyệt chủng vào những năm 1900 do bị quấy rầy, phá tổ và bắt bớ.
Ở khu vực đồng cỏ, những loài phổ biến nhất gồm Sơn ca đồng cỏ, Quạ và Sáo đá. Một số loài quý hiếm có số lượng ít gồm Cắt lưng xám, Cắt lớn. Trong những khu rừng, phổ biến nhất phải kể đến Sẻ khướu và Cổ đỏ. Một số loài khác làm tổ gồm Lâm oanh mũ đen Á Âu và Chích vườn trong khi Đuôi đỏ và Chích rừng là những loài hiếm hơn. Tại khu vực mặt nước là sự xuất hiện của Diệc, Le hôi, Le le, Gà nước, Lội suối, Bồng chanh. Tại hồ Lough Leane và nhiều hồ nước khác ở khu vực thấp hơn là nơi hỗ trợ môi trường sống cho nhiều loài trú đông di chuyển xuống phía nam từ những nơi vĩ độ cao. Một số loài đáng chú ý nhất có thể kể đến gồm Hoét cánh đỏ, Hoét đầu xám, Choi choi vàng châu Âu, cùng một số loài Thủy cầm như Mòng két, thiên nga lớn, Ngỗng ngực trắng. Vườn quốc gia là nơi có đàn Ngỗng ngực trắng khoảng 12.000 cá thể di cư đến các đầm lầy trong Thung lũng Killarney vào mùa đông. Tuy nhiên, số lượng cá thể ở lại vườn quốc gia này lại ở mức cực kỳ thấp khi chỉ có dưới 20 cá thể. Đây là đàn chim vô cùng quan trọng vì đây là một trong số ít những đàn chim sống hoàn toàn trong khu vực đầm lầy ở miền nam Ireland và gần như khu vực sống của chúng hoàn toàn được bảo vệ trong ranh giới vườn quốc gia. Một số loài trú đông khác gồm Sâm cầm, Cốc đế, Vịt đầu đỏ, Vịt mắt vàng thường, Vịt búi lông, Mòng biển đầu đen, Le hôi, Thiên nga trắng. Các loài di cư từ châu Phi gồm có Cu cu, Én, Yến.
Một dự án nhằm giới thiệu lại những con Đại bàng đuôi trắng bắt đầu vào năm 2007 với việc đưa vào tự nhiên 15 cá thể. Đây là loài này đã tuyệt chủng ở Ireland vào thế kỷ 19 sau khi bị giết hại bởi những địa chủ đất. Hàng năm trong vòng 5 năm kế tiếp, những cá thể con con sẽ được tiếp tục thả vào tự nhiên.
Về các loài cá, hồ Killarney là nơi có trữ lượng Cá hồi nâu có thể được đánh bắt theo quy định. Đặc biệt, các hồ là nơi có loài Cá hồi chấm Bắc Cực, một loài được tìm thấy ở một số khu vực xa hơn về phía nam của Bắc Cực. Chúng đã bị bỏ lại vào Kỷ băng hà cuối cùng, và đó là dấu hiệu của môi trường sống nguyên sơ. Mặc dù từng được tìm thấy rộng rãi, nhưng hiện chúng bị giới hạn với các quần thể bị cô lập trong các hồ nước ngọt nội địa có môi trường sống phù hợp. Chúng là loài cực kỳ nhạy cảm với môi trường sống, và mối đe dọa lớn nhất đối với chúng là biến đổi khí hậu, loài ngoại lai, quá trình phú dưỡng, sự hóa chua. Hiện loài này ở Ireland đang có dấu hiệu suy giảm. Một loài đáng chú ý khác là Cá mòi dầu được tìm thấy duy nhất tại Ireland ở hồ Killarney. Chúng là loài ăn những sinh vật phù du nên hiếm khi ngư dân bắt được chúng. Chúng được liệt kê trong Sách đỏ của Ireland như là loài bị đe dọa và trong Phụ lục II của Chỉ thị môi trường sống của EU.

## Đe dọa

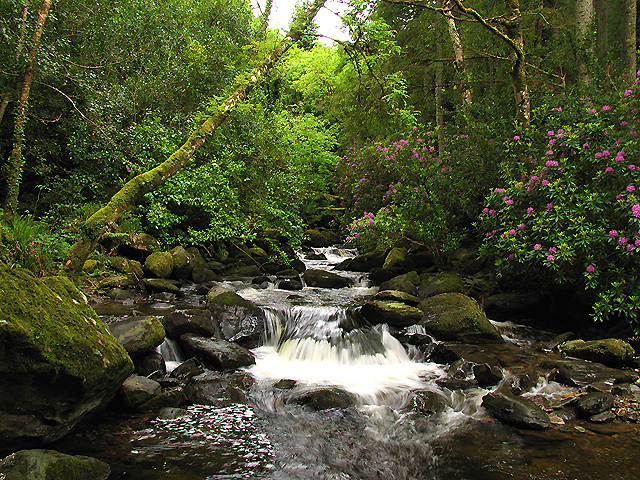
Những bụi đỗ quyên hai bên sông Owengarriff.

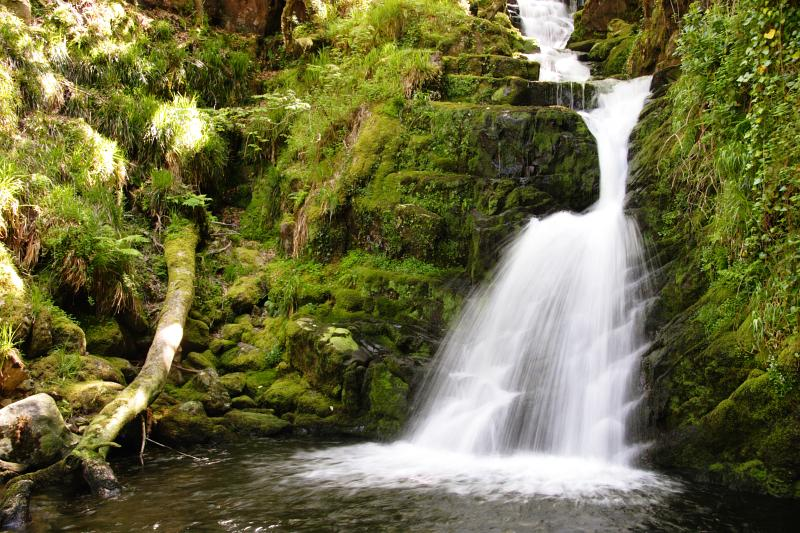
Thác nước O'Sullivan

Vườn quốc gia gặp một số thách thức trong vấn đề quản lý và bảo tồn. Một trong số đó là việc vườn quốc gia gần thị trấn Killarney, một trong những điểm du lịch nổi tiếng nhât Ireland. Có hàng trăm ngàn du khách đến đây mỗi năm. Hầu hết, họ dành thời gian để ghé thăm vườn quốc gia này. Việc quản lý cần hết sức cẩn thận để đảm bảo giữa hai mục tiêu bảo tồn và giải trí.
Trong quá khứ, với việc giới thiệu một số loài du nhập vào vườn quốc gia đã làm biến đổi hệ sinh thái tự nhiên của Killarney. Đáng chú ý nhất trong số đó phải kể đến loài Đỗ quyên (Rhododendron ponticum) đã lan rộng khiến nhiều loài thực vật bản địa mất môi trường sống và loài Hươu sao là loài có tính đe dọa tiềm tàng đối với di truyền thuần chủng loài Hươu đỏ. Một loài khác được phát hiện gần đây là Chồn nâu châu Mỹ hiện đã thiết lập khu vực vững chắc đe dọa đến môi trường sống của loài Rái cá bản địa. Con người đã gây ra sự tuyệt chủng của loài Sói xám và Đại bàng vàng tại Ireland.
Hỏa hoạn do con người gây ra cũng là một mối đe dọa đáng lưu ý. Mặc dù khí hậu ẩm ướt, nhưng đám cháy có thể lây lan khá nhanh, bao phủ các khu vực rộng lớn. Những đám cháy này hiếm khi xảy ra ở các khu vực được bao phủ bởi rừng cây rậm rạp, nhưng chúng dễ dàng lan ra nhanh chóng tại các khu rừng mở.
Con người cũng đã sử dụng đất đai trong vườn quốc gia là nơi chăn thả cừu. Một loài phổ biến khác nữa là hươu. Các khu rừng trong vườn quốc gia bị đe dọa nặng nề bởi loài hươu sao. Việc chăn thả khiến nhiều khu vực trở thành bãi đất hoang, đất suy thoái và làm giảm quá trình tái sinh của rừng. Ở khu vực núi cao, việc chăn thả còn ảnh hưởng trầm trọng hơn khi nó gây ra hiện tượng xói mòn. Loài hươu đỏ và thỏ Ireland bị ảnh hưởng từ những người chăn thả gia súc kể từ khi hai kẻ thù tự nhiên của chúng là Sói xám và Đại bàng vàng bị tuyệt chủng. Chăn thả cũng khiến thảm thực vật và đất đai xáo trộn càng làm lan rộng loài đỗ quyên.ref name=Cross/>
Cây đỗ quyên có lẽ là mối đe dọa lớn nhất đối với hệ sinh thái của vườn quốc gia. Đây là loài cây bụi thường xanh phân bố ở khu vực Địa Trung Hải và Biển Đen. Chúng đã tuyệt diệt ở Ireland vì biến đổi khí hậu hàng ngàn năm trước. Tuy nhiên, nó được đưa trở lại Killarney trong thế kỷ 19, và nhanh chóng phát triển rộng khắp nơi đây nhờ số lượng lớn hạt nhỏ và dễ phân tán. Nó che phủ hệ thực vật trên mặt đất và do đó ngăn chặn sự tái sinh của các loài cây gỗ bản địa. Hơn 6,5 kilômét vuông (1.600 mẫu Anh) của vườn quốc gia hiện đang bị hoàn toàn che phủ bởi chúng. Tại một số khu vực của vườn quốc gia, nó gây ra sự tàn phá hệ thực vật vì ánh sáng mặt trời không thể xuyên qua những bụi cây đỗ quyên dày đặc, nên rất ít các loài có thể sống dưới tán của chúng. Rừng sồi trong vườn quốc gia đang gặp nguy hiểm lâu dài vì không thể tái sinh. Có một chính sách kiểm soát và diệt trừ đỗ quyên trong vườn quốc gia đang được tiến hành.

## Du lịch
Vườn quốc gia mở cửa quanh năm cho du khách tham quan. Có một trung tâm du khách và cơ sở giáo dục tại nhà Muckross. Tại đây có rất nhiều các địa điểm tham quan đáng chú ý như Inisfallen, Ladies View, Cầu cổ Weir, Tu viện và nhà Muckross.